# ダイナマイト (ONE☆DRAFTのアルバム)
『ダイナマイト』は、ONE☆DRAFTの5枚目のフルアルバムである。2014年10月22日発売。発売元は徳間ジャパンコミュニケーションズ。

## 概要
前作『ガチウタ』から約1年3ヶ月振り、通算5枚目のフルアルバム。

## 収録曲
1. ダイナマイト（4'03"）
作詞・作曲：LANCE,谷口尚久
アルバムの表題曲でもあるこの曲は、「泥臭くても、不器用でも、まっすぐに己の信念を突き進む」という思いを表現したナンバー。
2. VOICE（4'51"）
作詞：LANCE,MAKKI,谷口尚久 ／ 作曲：LANCE,塩川満己,谷口尚久
3. ONE WAY（4'17"）
作詞：LANCE,RYO,MAKKI,SAYALA ／ 作曲：LANCE,RYO,MAKKI,TOMOKAZU MATSUZAWA
12thシングル「ダイヤモンド 〜世界で一番固いイシ〜」カップリング曲。
4. 月の下で（5'10"）
作詞：LANCE,MAKKI,谷口尚久 ／ 作曲：LANCE,谷口尚久
5. 一度きりの大声で（5'05"）
作詞：LANCE ／ 作曲：LANCE,華原大輔
本作のリード曲。ミュージックビデオは渡良瀬遊水地(谷中湖)で撮影された。
6. Re-Born（3'56"）
作詞・作曲：LANCE,MAKKI,塩川満己 ／ 作曲:LANCE,塩川満己
7. Signal（5'59"）
作詞・作曲：LANCE
8. LIFE（4'17"）
作詞：LANCE,MAKKI ／ 作曲：LANCE,MAKKI,華原大輔
9. Sweet Pain（4'01"）
作詞：RYO,MAKKI ／ 作曲：RYO,MAKKI,塩川満己
10. ダイヤモンド 〜世界で一番固いイシ〜（4'51"）
作詞・作曲：LANCE,RYO,MAKKI,谷口尚久
12thシングル表題曲。
11. PRIDE（4'05"）
作詞・作曲：LANCE,谷口尚久
12. 一色（4'25"）
作詞：LANCE,MAKKI,塩川満己 ／ 作曲：LANCE,塩川満己
読みは「いっしき」。